# Johann Gerhard Ruland

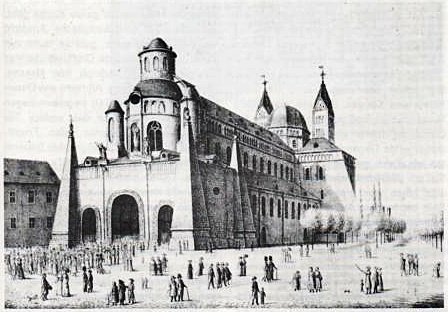
Speyerer Dom mit barockem Westwerk, Lithografie, 1826

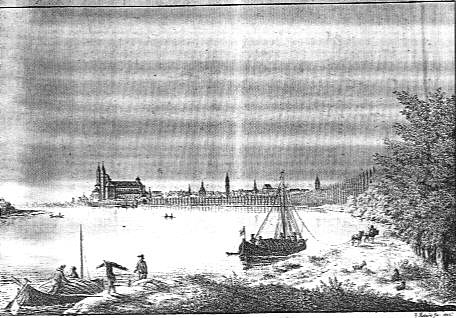
Ansicht von Speyer, Lithografie, 1826

Johann Gerhard Ruland (* 13. Juni 1785 in Speyer; † 27. November 1854 ebenda) war ein deutscher Maler, Zeichner und Lithograf.

## Leben und Werk
Er war der Sohn des Kaufmanns bzw. Malers Johannes Ruland (1744–1830) und dessen Gattin Elisabeth Wilhelmine geb. Schock. Grafik und Malen betrieb Johann Gerhard Ruland, ebenso wie sein Vater, nur im Nebenerwerb. Haupteinnahmequelle blieb das Familiengeschäft am Viehmarkt in Speyer. Schon der Urgroßvater, Johann Seger Ruland (1683–1745), lebte als Händler in Speyer und entwickelte eine neue Rebsorte, die nach ihm Ruländer genannt wird.
Zusammen mit seinem Bruder Karl Friedrich (1784–1851) dürfte Johann Gerhard Ruland die bildnerische Kunst vom Vater erlernt haben. Er fertigte viele Lithografien von Speyer und Umgebung, aber auch diverse Gemälde und Zeichnungen. Überdies sind beide Brüder als Dekorationsmaler im Dienste ihrer Heimatstadt nachgewiesen, beispielsweise bei den Festlichkeiten zum Pfalzbesuch König Ludwig I. von Bayern, 1829.
Johann Gerhard Ruland war verheiratet mit Susanna Elisabeth geb. Hock († 1847) aus Annweiler, mit der er mehrere Kinder hatte. Der Sohn Johannes (* 14. März 1822 in Speyer) betätigte sich ebenfalls als Maler bzw. Grafiker und wanderte nach dem Tod des Vaters in die USA aus, wo er sich u. a. in Buffalo aufhielt. Dort ist er 1855 als Maler John Ruhland im Branchen-Adressbuch verzeichnet; zuweilen tauchen seine Bilder im Kunsthandel auf.